# پسوک
پسوک (به لاتین: Pesok) یک منطقهٔ مسکونی در روسیه است که در استان آرخانگلسک واقع شده‌است.